# San Cibrán (La Coruña)
San Cibrán es una aldea española situada en la parroquia de Barcala, del municipio de La Baña, en la provincia de La Coruña, Galicia.

## Demografía
| Gráfica de evolución demográfica de San Cibrán entre 2000 y 2018 |
|                                                                  |
| Datos según el nomenclátor publicado por el INE.                 |